# Lovak a folyóban
A Lovak a folyóban Bartók Imre 2021-ben megjelent regénye. Az írót 2022-ben a regényért Mészöly Miklós-díjjal tüntették ki.
A regény hőse és elbeszélője maga is író, s akárcsak a szerző, szintén 1985-ben Budapesten született, készülő a regényének címe is csaknem egyezik, a szerző előző Jerikó épül (2018) cím művének címével: Jerikó. Az egyezés nyilvánvalóan szándékos, de a könyv nem a szerző életét írja le, nem önéletrajzi regény. A valóságosnak induló történetben gyakran elmosódnak a határok valóság és irreális között.

## Cselekmény
Hőse egy 1985-ben született budapesti író, aki a saját magáról szóló történetet egyes szám első személyben beszéli el. Fő műve, a Jerikó című családregénye érdektelenségbe fulladt, és ez teljes alkotói és magánéleti válságba sodorta. Könyvét, melybe pedig egész valóját igyekezett beleadni, alig veszik, a remélt Gozsdu-díj kuratóriuma is figyelmen kívül hagyta. 
Hajnali álmából rendőr veri fel, mert a ház három emeleti lakójának egyike följelentette csendháborítás miatt. Különös, hiszen még beszélnie sincs is kivel. Egyedül lakik a lepusztult kissváb-hegyi szuterénben, lényegében nyomorog. A kudarcát követő apátia miatt Réka, a felesége egy éve elhagyta, bár engedi, hogy Vilit, tízéves fiukat néha azért láthassa. Szobájában halomban állnak könyve eladatlan példányai, közülük a rendőr magával visz egyet, talán elolvasni.
Az író-elbeszélő szombatonként egy budai lakóparkban élő nyugdíjas szüleihez jár ebédelni. Út közben nyomasztóan hat rá a városi közlekedés, a tömeg, a Dream Nation játékexpo és más reklámok világa. Ebéd után Anyával és Apával hármasban folytatják a régóta tartó táblajátékot (Zothique), amelyet a múlt szombaton hagytak félbe. Anya szánakozva figyeli a fia sikertelensége miatti csalódottságát. Apa játék közben hallgatásba burkolózik. Már rég abbahagyta az ivást, korábban valami Tárhely nevű informatikai cégnél dolgozott.
Hazafelé a metróban egy kapucnis férfi az érkező szerelvény alá lök egy nőt, és az író ösztönösen utánaugrik. A nő (Zsófi) sértetlen marad és eltűnik, az író a kórházi ágyon tér magához. Később, gyógyulása után majd találkozik a nővel, és különös lelki közösség támad közöttük.
A kórházban meglátogatja egy gyanakvó, minden részletre figyelő nyomozó (Kovács). Az utóbbi időben több ilyen bűntény történt, ezeket együtt próbálja felderíteni. Azért is érdekli az ügy, mert évekkel korábban fél kezét levágta a metró, azóta protézise van. 
Álom és ébrenlét között az író előtt megjelenik a kórházban a régen elhunyt nagymama. Az egész családból csak az ő nevét ismerjük: Fischmann Lujza. Lujzi néni gyerekkori emlékeiből előkerül egy különös alak, a Látogató, (aki már a könyv indításánál is ott van.) 
– Mit akar a Látogató? – kérdezem.
– A Látogató semmit sem akar – feleli [a nagymama]. …A Látogató egy fertőzés. Egy betegség, ami gondolatok útján terjed. (92. oldal)
Gyógyulása után író-barátjával, Árminnal egy presszóban találkozik, akinek regénye, a Vidám fiúk „nagy durranás”, közönségsiker. Ármin biztosítja barátját, hogy az ő könyv is kiváló, ha van is itt-ott némi hibája. Természetesen a kuratórium elnökének (Selig) könyve, a Rhadamanthüsz is nagy siker. Hogy ki ez az ókori vagy mondabeli uralkodó, azt Ármin keresi ki az internetről: „Többek közt arról a különös szokásáról ismert, hogy szórakozásképpen lovakat taszított a tengerszorosba a Kolosszus lábánál.” 
Az író válsága nem enyhül, húsz éves írói munkássága után nem tudja, hogyan folytassa tovább. Réka felhívja telefonon, és ő keserűen állapítja meg, hogy a feleségének szeretője van. A történetben most nagyobb teret kap a tábla- és társasjátékok furcsa világa. Az ócskapiacon egy Gruber nevű férfi igazítja el az írót, itt még a náci korszakból való játékokhoz is hozzá lehet jutni. 
Kisfiával a játszótéren van, amikor leül mellé a padra Zsófi, a metróban megmentett nő, és köszönetet mond. Elmeséli, hogy gyerekkorában erdőnél laktak; egyszer megjelent náluk valaki, üldözni kezdte őt és az erdőben utolérte. Valaki, akit a nővéreivel csak úgy hívtak: a Látogató.
A metróban az író-elbeszélő újraéli a korábbi jelenetet: közeledik a szerelvény, érzi a szelét. Mintha újra megjelenne a kapucnis férfi, de most nem egyedül… „egy kis szabadcsapat… betömni  a rést. Radamanthüsz magával hozta testőreit.”
Szüleinél a szombati ebéd után hármasban ritus-szerűen folytatják a társasjátékot. Már csak a játékfigurák nevén szólítják egymást – igazi nevüket nem is ismerjük. Anya a sorskártyák közül egy ún. átokkártyát húz. Korábban az író-elbeszélő is kihúzott már egyet, csak megfeledkezett róla, a neve: Equimofóbia, félelem a lovaktól. 
Otthon felkeresi őt Kovács nyomozó, alakja és viselkedése egyre különösebb. – Ugyanaz volt… mondja. – Aki magával elbánt, és akivel én is találkoztam még gyerekként… Csak egyetlen tettes van. De nem közli a nevét.
Váratlanul meghal a ház egyik lakója (Zehetmayer). Temetésére csak hárman mennek el, ott mondja el Ármin, hogy ő is író volt. Regényének hőse és címe is egy francia festő, Géricault (Théodore Géricault, ejtsd téodor gerikó), ami összecseng „Jerikó”-val, az ő regényének címével. Géricault lovakat is festett, néha emberekre is hasonlító lovakat. 
Az íróhoz beállít az álrendőr, aki a regény elején elkérte a Jerikó egy példányát. Most elolvasta a Géricault-t is és azért jött, mert a regény utolsó mondata arra szólít fel: „Öld meg a szomszédomat.” A következő abszurd jelenetsor: az álrendőr fejbelövi magát, és Temesi, a házban lakó hóbortos kísérletező feltámasztja – valószínűleg az író-elbeszélő félálomban született víziója, ötlete (322. oldal), és talán a könyv több más része is az, hiszen eleve „az alvásból az ébredésbe sodródva” kezdődött.
Szülei lakásában csak Apát találja otthon, aki újra inni kezdett. 
– Anyád ma elment.
– Hol van?
– Tudod te jól, hol van – feleli az Apa, de nem mond többet.
Az elbeszélő legközelebb a gazban, egy tisztáson ülve látja meg Anyát. Amit elmond a fiának Apáról és az elhagyott metróalagutak lótetemeiről, őrült lovairól („némelyik beszél is”) – újabb bizarr vízió. 
Az író-elbeszélő „gyötrelmes vajúdása … az elvtelenség és az önsajnálat” a végéhez közeledik (362. oldal). Eljut „útja végállomására”, a Dream Nation társasjáték expóra, a legújabb játékok seregszemléjére. A kavalkádban többen is feltűnnek a korábbi szereplők közül: az orvos, akinél Apa és Anya és tanácsukra ő maga is megfordult, ott van Kovács nyomozó is, az egyik teremben a Gozsdu-díj kuratóriumának tagjai üléseznek, és újra találkozik Zsófival is. Találkozásuk másképp, akár egy szerelemben is elképzelhető lett volna, és nem tudni, „hogy melyik pillanatában tért le helyes vágányáról ez a történet, melyik lett volna az az út, melyen megőrizheti a hitelesség minimumát…” (381. oldal).
A regény békés, nyugodt képpel zárul, visszautalva a történet kezdetére. Az író és felesége féltő szeretettel veszi körül második gyerekük bölcsőjét. Már túl vagyunk az egész abszurd vagy szürreális  világon, az olvasó megkönnyebbülhet. De amikor az író-elbeszélő a bölcsővel egyedül marad, újra megjelenik a Látogató, aki már a könyv első lapján is jelen volt.

## Kritikai fogadtatása
A könyv 2021 őszén jelent meg, első kritikái kedvezőek voltak. Volt, aki az év magyar könyvének nevezte.
Szalay Zoltán író számára az év legjobb magyar regénye, „amely maga is egy agyafúrt-bizarr társasjáték, [...] Nagyon élveztem az elvetemült humorát, a keserű bölcsességét és a radikalizmusig fokozott játékosságát.” A könyvről megjelent méltatások majd mindegyike kiemeli a szöveget átható humort és öniróniát.
„A történet központi magva végletesen leegyszerűsítve [egy bukott író] megőrülésének, mentális leépülésének bemutatása, ám mindez úgy megírva, hogy a szöveg mindvégig sikeresen egyensúlyozik a nyílt önéletrajziság, a paródia, a szatíra, a thriller és a horror határmezsgyéjén,” – írja az Ekultura.hu kritikusa. A regényt „az év egyik kiugró irodalmi eseményé”-nek nevezi, egy másik kötettel együtt „az év magyar könyve”.
A Konyvesmagazin.hu cikkírója szerint a regény „ugyanúgy nevezhető egy mentális összeomlás krónikájának, vagy egy szürreális nyomozás történetének, mint kreatív gyászregénynek. Ezek mind benne vannak, de a horizontja ennél sokkal tágabb: lubickol az abszurdban…”
Az Élet és Irodalomban Visy Beatrix nem a humor és az önirónia, hanem az álmok és a víziók jelentőségét hangsúlyozza, és hozzásegít a cím értelmezéséhez. „A Lovak a folyóban olyan önironikus, szatirikus válságregény, amelynek elbeszélő-szereplője saját alkotói és magánéleti válságát írja meg, [...] a válságba került alkotó pokolra szállása. [...] A cím, Lovak a folyóban, a már sokat emlegetett alászállásnak, mélybe vetettségnek és mélybe vetésnek a motívuma. Gyönyörű motívum, különösen, ahogy a szerző, mint mindent, ezt is megbonyolítja [...] A mélybe vetett lovak képe egyre erősebb párhuzamokat mutat a metrógödörrel, az áldozatok értelmetlen (action gratuit) letaszításával, továbbá Empedoklész és Gollam – a regényben gyakran kéz a kézben – félelmet leküzdő tűzbe vetődésével, a zuhanás és a mélység önként vállalt szörnyűségével, ami persze maga az írás folyamata.”